# Aleksandr Erёmenko
Aleksandr Vladimirovič Erёmenko (in russo Александр Владимирович Ерёменко?; Mosca, 10 aprile 1980) è un hockeista su ghiaccio russo.

## Palmarès

### Mondiali
- 5 medaglie:
  - 2 ori (Canada 2008; Svizzera 2009)
  - 1 argento (Germania 2010)
  - 2 bronzi (Austria 2005; Russia 2007)